# Liberalismo (libro)
Liberalismo (título alemán original: Liberalismus) es un libro del economista de la escuela austriaca y pensador liberal Ludwig von Mises, que contiene un análisis económico y una fuerte crítica al socialismo. Fue publicado por primera vez en 1927 por el editor Gustav Fischer Verlag en Jena, Alemania, en defensa de la ideología liberal clásica basada en los derechos de propiedad individuales. Partiendo del principio de la propiedad privada, Mises muestra cómo las otras libertades liberales clásicas se derivan de los derechos de propiedad y argumenta que el liberalismo libre de la intervención del gobierno es necesario para promover la paz, la armonía social y el bienestar general. 
El libro fue traducido al inglés por un estudiante de Mises, Ralph Raico, pero su primera edición en inglés en 1962 se tituló «La mancomunidad libre y próspera» en lugar de Liberalismo, ya que Mises pensó que la traducción literal crearía confusión porque el término «liberalismo» después del New Deal, y especialmente en la década de 1960, se utilizó ampliamente en los Estados Unidos para referirse a una política de centro-izquierda que apoya grados de intervención gubernamental, en oposición a la premisa central de Mises. La traducción al inglés se puso a disposición en línea por el Instituto Mises en 2000 y la versión en español en 2023 con el nombre equivalente en español a Liberalismo: en la tradición clásica.

## Historia de publicación
En alemán
- Ludwig von Mises, Liberalismus. Jena: Gustav Fischer Verlag, 1927.
- Ludwig von Mises, Liberalismus. Sankt Augustin: Academia Verlag, 1993. ISBN 3-88345-428-1.

En inglés
Traducido por Ralph Raico.
- Ludwig von Mises, The Free and Prosperous Commonwealth: An Exposition of the Ideas of Classical Liberalism. Princeton, Van Nostrand, 1962
- Ludwig von Mises, Liberalism, a Socio-Economic Exposition (Studies in economic theory). Mission, KS: Sheed Andrews and McMeel, 1978. ISBN 0-8362-5106-7.
- Ludwig von Mises, Liberalism: In the Classical Tradition. Irvington-on-Hudson, NY: Foundation for Economic Education – San Francisco: Cobden Press, 1985. ISBN 0-930439-23-6.
- Ludwig von Mises, Liberalism: The Classical Tradition. Irvington-on-Hudson, NY: Foundation for Economic Education, 1996. ISBN 1-57246-022-9.
- Ludwig von Mises, Liberalism: The Classical Tradition. Indianapolis: Liberty Fund, 2005. ISBN 0-86597-586-8.

### Reseñas
- Lemberger, J. (1928). «Liberalismus. by Ludwig Mises». The Economic Journal (Royal Economic Society) 38 (152): 634-5. ISSN 1468-0297. JSTOR 2224114. doi:10.2307/2224114 – via JSTOR. (requiere registro).